# Atelopus mandingues
Espèce
Statut de conservation UICN

 DD  : Données insuffisantes
Atelopus mandingues est une espèce d'amphibiens de la famille des Bufonidae.

## Répartition et habitat
Cette espèce est endémique du département de Cundinamarca en Colombie. Elle se rencontre entre 2 900 et 3 350 m d'altitude dans la cordillère Orientale.
Elle vit dans le páramo ainsi que dans la forêt de nuage. Elle ne s'adapte pas aux habitats dégradés.

## Étymologie
Cette espèce est nommée en référence au surnom donné par Pedro Miguel Ruíz-Carranza aux biologistes OIga Montenegro et Hugo López.

## Publication originale
- Osorno-Muñoz, Ardila-Robayo & Ruiz-Carranza, 2001 : Tres nuevas especie de Atelopus A. M. C. Dumeril & Bibron, 1841 (Aphibia: Bufonidae) de las partes altas de la Cordillera Oriental Colombiana. Caldasia, vol. 23, no 2, p. 509-522 (texte intégral).